# 불교 용어 목록 (ㄷ)

바로가기:
ㄱ
경
구
ㄴ
ㄷ
ㄹ
ㅁ
명
무
묵
ㅂ
불
ㅅ
삼
삽
선
소
수
시
심
ㅇ
오
온
유
육
이
ㅈ 

정
지
ㅊ
ㅋ
ㅌ
ㅍ
ㅎ

## 단견
단견(斷見, 산스크리트어: uccheda-drsti, 팔리어: uccheda-ditthi)은 세간(世間)과 자아(自我)는 사후(死後)에 완전히 소멸된다는 견해로, 즉 인과의 상속, 업(業)의 상속 또는 심상속(心相續)을 부정하는 견해이다. 단멸론(斷滅論)이라고도 한다. 불교의 입장에서 보면, 단견(斷見)은 윤회가 존재하며 무위법인 열반이 존재한다는 것을 부정하는 견해이다. 상견(常見)과 함께 변집견(邊執見)을 이루며, 다시 변집견은 5가지 염오견(染汚見)인 5견(五見)의 하나이다.

## 단멸론
단멸론(斷滅論)은 단견(斷見)의 다른 말이다. 상론(常論)은 단멸론(斷滅論)의 반대 극단의 견해이다.

## 담연
한자어 담(湛)에는 여러 가지 뜻이 있는데 그 가운데 편안하다와 맑다라는 뜻이 있다.
1. 담연(湛然)은 편안하고 안온하다는 안연(安然)의 뜻으로, 3계6도의 생사윤회의 괴로움에 대해 열반의 편안함[便安] · 안온함[安穩] ·  평화로움(平和) 또는 적정(寂靜)을 가리키는 낱말이다.
2. 담연(湛然)은 청정하다 · 맑다 · 투명하다 · 완전히 비추다의 뜻으로, 소지장(所知障) 또는 이장(理障)의 가림 없이 대보리(大菩提)의 지혜로 온갖 법을 이(理)와 사(事)의 모든 측면에서 아무런 장애 없이 밝히 아는 것을 말한다.
원효는 자신의 저서 《금강삼매경론(金剛三昧經論)》에서 《금강삼매경(金剛三昧經)》의 대의를 기술하는 문단에서, 본성, 즉 마음의 근원[心之源]은 있음(有)과 없음(無)을 떠나 있어 홀로 청정[淨]하며 또한 아공(我空) · 법공(法空) · 구공(俱空)의 3공(三空)의 바다 즉 마음의 근원은 진제(眞諦)와 속제(俗諦)를 원융하고 있어서  담연하다(湛然: 편안히 다 비추다, 적정한 가운데 대지혜가 있다, 적조(寂照)하다)고 말하고 있다. 또한 원효는 마음의 근원은 깨뜨림이 없으면서도 깨뜨리지 않음이 없고 세움이 없으면서도 세우지 않음이 없으므로 무리(無理: 이치가 끊어진 자리)의 지리(至理: 모든 것을 세우는 지극한 이치)이자 불연(不然: 그러한 것이 끊어진 자리)의 대연(大然: 크게 그러한 것, 즉 만법을 세우는 큰 것)이라고 말하고 있다.
《원각약소(圓覺略疏)》《대승본생심지관경천주(大乘本生心地觀經淺註)》 등에서는, 소지장(所知障)에 해당하는 이장(理障)에 대해 설명하면서, 본각인 마음의 근원[本覺心源]은 담연(湛然)하고 청정(清淨)한데, 오직 무명의 망녕된 오염[妄染: 실체 없는 오염시킴]으로 말미암아 바른 앎[正知見]이 장애되어 진여의 이치를 통달하지 못하며, 이러한 장애를 이장(理障)이라 한다(理障 謂本覺心源 湛然清淨 由無明妄染 礙正知見 不達真如之理 是名理障)고 말하고 있다.

## 당고
당고(當苦)의 문자 그대로의 뜻은 '만나게 될 고통' 또는 '당면하게 될 고통'을 말한다. 불교 용어로서도 같은 의미를 가지고 있는데, 인과의 법칙에 따라 당연히 만나게 될 미래의 괴로움 또는 장래의 괴로움을 말한다.
《성유식론》 제6권 등의 불교의 심소론과 번뇌론에 따르면, 당고(當苦) 즉 인과법칙에 따라 마땅히 맞이하게 될 미래의 괴로움을 두려워하지 않는 것은 근본번뇌에 속한 치(癡)의 마음작용 즉 어리석음이다. 예를 들어, 《성유식론》 제6권 등에 따르면, 수번뇌심소에 속한 부(覆)의 마음작용은 자신이 지은 죄를 감추는 것인데, 이러한 감춤의 행위는 인과법칙에 따라 마땅히 맞이하게 될 당고(當苦) 즉 미래의 괴로움을 두려워하지 않는 태도, 간단히 말해, 인과법칙을 두려워하지 않는 태도로 인해 일어나는 행위이다. 이런 관점에서 볼 때 부(覆)는 치(癡)의 일부분이다.

## 대구로
대구로(大劬勞)는 커다란 노력을 말한다. 6행관으로 수혹을 끊을 때, 하지(下地)의 번뇌 즉 수혹은 오직 대구로 즉 커다란 노력에 의해서만 끊어질 수 있다. 즉, 수혹은 쉽게 극복되지 않으며, 오직 커다란 결심과 커다란 노력을 들여야만 극복된다.

## 대번뇌지법
대번뇌지법(大煩惱地法)은 설일체유부의 5위 75법의 법체계에서 6가지 심소법(心所法: 46가지) 그룹[位] 중의 하나이다.
대번뇌지법은 일체(一切)의 염오심(染污心), 즉 번뇌에 물들어 혼탁해진 마음(6식, 즉 심왕, 즉 심법), 즉 번뇌에 물들어 사물[事]과 이치[理]를 명료하게 알지 못하는 무지(無知)의 상태에 처한 마음(6식, 즉 심왕, 즉 심법)과 '두루 함께[大]' 일어나며, 따라서 염오심에서 '항상[大]' 발견되는 마음작용(심소법)을 말한다.

## 대불선지법
대불선지법(大不善地法)은 설일체유부의 5위 75법의 법체계에서 6가지 심소법(心所法: 46가지) 그룹[位] 중의 하나이다.
대불선지법은 일체(一切)의 불선심(不善心), 즉 악(惡)한 마음(6식, 즉 심왕, 즉 심법)과 '두루 함께[大]' 일어나며, 따라서 악한 마음에서 '항상[大]' 발견되는 마음작용(심소법)을 말한다.

## 대선지법
대선지법(大善地法)은 설일체유부의 5위 75법의 법체계에서 6가지 심소법(心所法: 46가지) 그룹[位] 중의 하나이다. 대선지법은 일체(一切)의 선(善)한 마음(6식, 즉 심왕, 즉 심법)과 '두루 함께[大]' 일어나며, 따라서 선한 마음에서 '항상[大]' 발견되는 마음작용(심소법)을 말한다.

## 대법
1. 대법(對法)은 아비달마(산스크리트어: abhidharma, 논, 論) 또는 아비담마(팔리어: abhidhamma)의 다른 말이다.
2. 대법(大法)은 수(受) · 상(想) 등과 같이 일체의 마음에 두루 통하며, 반드시 함께 생겨나는 마음작용들을 말한다. 대법(大法)은 부파불교의 설일체유부의 5위 75법의 법체계에서는 대지법(大地法)에 속한 10가지 마음작용들을 가리키며, 대승불교의 유식유가행파와 법상종의 5위 100법의 법체계에서는 변행심소(遍行心所)에 속한 5가지 마음작용들을 가리킨다.

## 대상
대상(大想) 또는 큰 생각은 부파불교의 설일체유부의 논서 《아비달마품류족론》에서 상(想)의 마음작용을 3가지로 나눈 소상(小想) · 대상(大想) · 무량상(無量想)의 3상(三想) 가운데 하나이다.
대승불교의 유식유가행파의 논서 《대승아비달마집론》에 따르면 대상(大想)은 색계를 요별할 수 있는 상(想)이다.

## 대수번뇌
대수번뇌(大隨煩惱)에 대해서는 대수번뇌심소(大隨煩惱心所) 문서를 보십시오.

## 대수번뇌심소
대수번뇌심소(대隨煩惱心所: 8가지)는 대승불교의 유식유가행파와 법상종의 5위 100법의 법체계에서, 심소법(心所法: 51가지) 중 수번뇌심소(隨煩惱心所: 20가지)를 이루는 세 그룹 가운데 하나이다.
'대'수번뇌(大隨煩惱)라는 명칭은 이 그룹에 속한 번뇌성의 마음작용들은 모든 염오심(染污心) 즉 번뇌에 물든 모든 마음과 언제나 함께 일어나는 수번뇌(隨煩惱: 하나 혹은 다수의 근본번뇌를 의지하여 그 근본번뇌와 함께 일어나는 2차적인 번뇌)라는 것을 뜻한다.

## 대수혹
대수혹(大隨惑)에 대해서는 대수번뇌심소(大隨煩惱心所) 문서를 보십시오.

## 대지법
대지법(大地法, 산스크리트어: mahā-bhūmika dharmā, 팔리어: sabbacittasādhāraṇa cetasikas, 영어: universal mental factors)은 설일체유부의 5위 75법의 법체계에서, 심소법(心所法: 46가지) 그룹[位]의 6가지 세부 그룹인 대지법(大地法: 10가지) · 대선지법(大善地法: 10가지) · 대번뇌지법(大煩惱地法: 6가지) · 대불선지법(大不善地法: 2가지) · 소번뇌지법(小煩惱地法: 10가지) · 부정지법(不定地法: 8가지) 중의 하나이다.
대지법(大地法)은 일체(一切)의 마음(6식, 즉 심왕, 즉 심법)과 '두루 함께[大]' 일어나며, 따라서 일체(一切)의 마음에서 '항상[大]' 발견되는 마음작용(심소법)을 말한다. 설일체유부에 따르면, 수(受) · 상(想) · 사(思) · 촉(觸) · 욕(欲) · 혜(慧) · 염(念) · 작의(作意) · 승해(勝解) · 삼마지(三摩地)의 10가지 마음작용이 대지법(大地法)을 구성한다.

## 대지법과 대번뇌지법의 4구분별
《아비달마품류족론》 등에서는 불신(不信) · 해태(懈怠) · 실념(失念) · 심란(心亂) · 무명(無明) · 부정지(不正知) · 비리작의(非理作意) · 사승해(邪勝解) · 도거(掉擧) · 방일(放逸)의 10가지 마음작용이 대번뇌지법(大煩惱地法)에 속한다고 말하고 있는데, 반면 《아비달마구사론》에서는 치(癡, 無明) · 방일(放逸) · 해태(懈怠) · 불신(不信) · 혼침(惛沈) · 도거(掉擧)의 6가지 마음작용이 대번뇌지법에 속한 것으로 말하고 있다.
즉, 《아비달마품류족론》 등에서 대번뇌지법에 포함시키고 있는 실념(失念) · 심란(心亂) · 부정지(不正知) · 비리작의(非理作意) · 사승해(邪勝解)의 5가지 마음작용이 《아비달마구사론》에서는 대번뇌지법에서 빠져 있으며 또한 《아비달마품류족론》 등에서는 대번뇌지법에 포함시키지 않고 있는 혼침(惛沈)의 1가지 마음작용이 《아비달마구사론》에서는 대번뇌지법에 포함되어 있다.
《아비달마구사론》에 따르면, 실념(失念) · 심란(心亂) · 부정지(不正知) · 비리작의(非理作意) · 사승해(邪勝解)의 5가지 마음작용이 《아비달마구사론》에서 대번뇌지법에서 제외되어 있는 듯이 보이는 것은 겉보기에만 그런 것으로, 이에 대해서는 대지법과 대번뇌지법의 4구분별에 의해 명확히 이해할 수 있다고 말하고 있다. 대지법(大地法)과 대번뇌지법(大煩惱地法)의 4구분별이란 제1구는 대지법이면서 대번뇌지법이 아닌 것, 제2구는 대번뇌지법이면서 대지법이 아닌 것, 제3구는 대지법이면서 역시 대번뇌지법인 것, 제4구는 두 가지 모두가 아닌 것을 말한다.
제1구 즉 대지법이면서 대번뇌지법이 아닌 마음작용들로는 수(受) · 상(想) · 사(思) · 촉(觸) · 욕(欲) · 혜(慧) · 염(念) · 작의(作意) · 승해(勝解) · 삼마지(三摩地)의 10가지 대지법 가운데 수(受) · 상(想) · 사(思) · 촉(觸) · 욕(欲)의 5가지가 해당한다.
제2구 즉 대번뇌지법이면서 대지법이 아닌 마음작용들로는 《아비달마품류족론》 등에서 언급하고 있는 불신(不信) · 해태(懈怠) · 실념(失念) · 심란(心亂) · 무명(無明) · 부정지(不正知) · 비리작의(非理作意) · 사승해(邪勝解) · 도거(掉擧) · 방일(放逸)의 10가지 대번뇌지법 가운데 불신 · 해태 · 무명 · 도거 · 방일의 5가지가 해당한다.
제3구 즉 대지법이면서 역시 대번뇌지법인 마음작용들로는 《아비달마품류족론》 등에서 언급하고 있는 불신(不信) · 해태(懈怠) · 실념(失念) · 심란(心亂) · 무명(無明) · 부정지(不正知) · 비리작의(非理作意) · 사승해(邪勝解) · 도거(掉擧) · 방일(放逸)의 10가지 대번뇌지법 가운데 실념 · 심란 · 부정지 · 비리작의 · 사승해의 5가지가 해당한다.
《아비달마구사론》의 설명에 따르면,
실념(失念)은 염오한 염(念)을 말하는 것이기 때문에 대지법이면서 또한 대번뇌지법이고, 이러한 이유로 《아비달마품류족론》 등에서 실념을 대번뇌지법으로 언급하고 있다. 하지만, 본질의 입장에서 볼 때 실념은 대지법의 염이기 때문에, 《아비달마구사론》에서는 대번뇌지법에 포함시키지 않는다. 이것은 무치(無癡)의 본질이 혜(慧)이기 때문에 무치(無癡)을 대선지법에 포함시키지 않는 것과 동일하다.
마찬가지로, 심란(心亂)은 염오한 등지(等持) 즉 오염된 삼마지(三摩地)를 말하는 것이기 때문에 그 본질이 대지법에 속한 마음작용인 삼마지(三摩地)이므로 대번뇌지법에 포함시키지 않는다.
부정지(不正知)는 온갖 염오혜 즉 온갖 오염된 혜(慧)를 말하는 것이기 때문에 그 본질이 대지법에 속한 마음작용인 혜(慧)이므로 대번뇌지법에 포함시키지 않는다.
비리작의(非理作意)는 염오한 작의(作意)를 말하는 것이기 때문에 그 본질이 대지법에 속한 마음작용인 작의(作意)이므로 대번뇌지법에 포함시키지 않는다.
사승해(邪勝解)는 염오한 승해(勝解)를 말하는 것이기 때문에 그 본질이 대지법에 속한 마음작용인 승해(勝解)이므로 대번뇌지법에 포함시키지 않는다.
제4구 즉 대지법도 대번뇌지법도 아닌 마음작용들로는 10가지 대지법과 《아비달마품류족론》 등에서 언급하고 있는 10가지 대번뇌지법을 합한 20가지를 제외한 나머지 모든 법들이 해당한다. 달리 말하면, 중복을 제외하는 경우 20가지 법에서 실념 · 심란 · 부정지 · 비리작의 · 사승해의 5가지를 제외한 15가지 이외의 나머지 모든 법들이 제4구에 해당한다.

## 대치
대치(對治, 산스크리트어: pratipaksa)는 '다스린다'는 뜻으로, 선법(善法)으로 유루 번뇌를 끊는 것을 말한다. 대치(對治)하는 방법 또는 수단을 대치법(對治法)이라고 한다.
예를 들어, 다음 목록에서 전자의 선법(善法)은 후자의 불선법(不善法) 또는 번뇌(煩惱)를 대치(對治)한다.
- 정진(精進) 또는 근(勤)은 해태(懈怠)를 대치한다.
- 참(慚)은 무참(無慚)을 대치한다.
- 괴(愧)는 무괴(無慚)를 대치한다.
- 무탐(無貪)은 탐(貪)을 대치한다.
- 무진(無瞋)은 진(瞋, 瞋恚)을 대치한다.
- 무치(無癡)는 치(癡)를 대치한다.
- 경안(輕安) 또는 안(安)은 혼침(惛沈)을 대치한다.
- 불방일(不放逸)은 방일(放逸)을 대치한다.
- 행사(行捨) 또는 사(捨)는 도거(掉擧)를 대치한다.

## 덕
1. 덕(德)은 정도(正道: 바른 길)를 실천함에 의해 얻게 된 이익(利益) · 행복(幸福) · 공덕(功德) · 복덕(福德) · 도덕(道德) 등을 말한다. 여기서 도덕(道德)에서의 덕(德)은 정도(正道: 바른 길)를 성취하여 잃어버리지 않는 것을 뜻하고, 도(道)는 성취한 덕, 즉 정도(正道: 바른 길)를 통해 득한 이익 또는 공덕을 다른 사람들과 함께 하는 것을 뜻한다.
2. 덕(德)은 불 · 법 · 승 3보(三寶)를 말한다. 엄밀히는 이들이 지닌 청정한 공덕을 뜻한다.
3. 덕(德)은 공덕(功德)의 줄임말로, 계(戒) · 정(定) · 혜(慧)의 3학을 말한다.

## 도
1. 도(道, 산스크리트어: mārga, 팔리어: magga)는 '진리에 들어가는 길'을 뜻한다. 4성제의 도제 즉 성도(聖道)를 가리키는 말이다.
2. 도(道, 산스크리트어: mārga, 팔리어: magga)는 4성제의 도제(道諦), 즉 '괴로움의 소멸에 이르는 길'을 뜻한다.
3. 도(道, 산스크리트어: mārga)는 불교의 수행법 중 하나인 4제 16행상(四諦 十六行相: 4성제를 관찰하는 16종의 관법 또는 관행) 가운데 하나로, 4성제 중 도제에 대한 4가지 관찰[觀法 또는 觀行]인 도(道) · 여(如) · 행(行) · 출(出) 가운데 도(道)를 말한다. 이것은 '도제 즉 성도(聖道)에 대하여, 성도는 진리로 통하는 길 즉 진리에 들어가는 길[通行義]이라고 관찰하는 것'을 말한다. 즉, 이러한 수행[行相]을 도(道)라고 한다.
4. 도(道, 산스크리트어: mārga, 팔리어: magga)는 전통적인 용어로 유리(遊履)와 통입(通入)을 말한다. 유리(遊履)는 공부하여[遊] 어떤 지위에 오르는[履] 것을 말하고, 통입(通入)은 어떤 지위에 오른 후 거기로부터 더 높은 지위를 향해 나아가서[通] 그 지위로 들어가는[入] 것을 말한다. 예를 들어, 3도 가운데 수도(修道)의 '도(道)'가 이러한 뜻이다. 즉, 견도라는 지위를 유리(遊履)한 상태에서 열반이라는 지위 즉 여래지로 통입(通入)하는 것을 말한다. 달리 말해, 수도(修道)는 견도에서 무루지를 증득한 후 이 무루지를 바탕으로 수행하여 모든 수혹(修惑)을 점진적으로 제거함으로써 열반 즉 여래지로 나아가 들어가는 것을 뜻한다.
5. 도(道, 산스크리트어: mārga, 팔리어: magga)는 진리를 말한다. 예를 들어, 견도 · 수도 · 무학도의 3도(三道) 가운데, 견도(見道, 산스크리트어: darśana-mārga)는 '진리[諦]를 보는 단계[道]'라는 뜻에서 견제도(見諦道)라고도 하고 또는 '진리를 봄'이라는 뜻에서 견제(見諦)라고도 하는데, 전자는 '진리에 이르는 길 또는 단계'의 뜻으로 도(道, mārga)를 해석한 것이고, 후자는 '진리[諦]'의 뜻으로 해석한 것이다.
6. 도(道)는 보리(菩提) 즉 완전한 깨달음을 말한다.
7. 도(道)는 능통(能通)을 뜻하며, 능통의 일반 사전적인 의미는 '능히 오거나 가는 것[能來往]'이다. 이것은 도(道)에 대한 불교의 전통적인 여러 해석 가운데 하나이다. 능통(能通) 즉 능래왕(能來往: 능히 오고 감)에서 '온다[來]'는 것은 다른 법이 원인이 되어 해당 법이 생기는 것을 뜻하고 '간다[往]'는 것은 다시 해당 법이 원인이 되어 다른 법이 생기는 것을 뜻한다. 예를 들어, 혹도(惑道) · 업도(業道) · 고도(苦道)의 3도(三道) 즉 윤회3도(輪廻三道)에서의 '도(道)'와 보살의 6종성(六種性) 즉 습종성(習種性: 10주) · 성종성(性種性: 10행) · 도종성(道種性: 10회향) · 성종성(聖種性: 10지) · 등각성(等覺性: 등각) · 묘각성(妙覺性: 묘각) 가운데 3번째의 도종성(道種性)에서의 '도(道)'가 이런 뜻이다.

## 도거
도거(掉擧,
들뜬 마음,
산스크리트어: auddhatya)는
마음을 이리저리 날뛰게 하여 안정(安靜)되지 못하게 하며, 산란시켜 딴 데로 달아나게 하는 마음작용이다.

## 도리
도리(道理)의 일반 사전적인 의미는 1) 사람이 어떤 입장에서 마땅히 행하여야 할 바른 길, 2) 어떤 일을 해 나갈 방도(方道)이다. 불교에서, 도리(道理)는 온갖 사물의 존재와 변화에는 준거하는 법칙 또는 이치(理致: 사물의 정당한 조리)가 있다는 것을 말하며, 또한 이러한 법칙 또는 이치에 대한 사유 방법을 말한다.
《해심밀경》 제5권, 《대승장엄경론》 제12권, 《아비달마잡집론》 제11권, 《유가사지론》 제30권, 《화엄경탐현기》 제3권 등 대승불교 경전과 논서에 따르면, 관대도리(觀待道理) · 작용도리(作用道理) · 증성도리(證成道理) · 법이도리(法爾道理)의 4도리(四道理) 또는 4종도리(四種道理)가 있다.

## 도지
도지(道智, 산스크리트어: mārga-jñāna, 팔리어: magga-ñāna)는 10지(十智)와 11지(十一智) 가운데 하나로, 4성제 가운데 도제(道諦)를 체득[了 또는 證]함으로써 획득[得]한 무루지(無漏智)이다. 달리 말하면, 도지는 욕계 · 색계 · 무색계의 도제를 체득[了 또는 證]한 지혜이다. 즉 욕계 · 색계 · 무색계에서 4제 16행상(四諦 十六行相) 가운데 도제의 4행상(四行相)인 도(道) · 여(如) · 행(行) · 출(出)를 관찰[觀]함으로써 획득한 무루의 지혜이다.
《아비달마품류족론》의 정의에 따르면,
도지(道智)는 성도(聖道: 8정도 · 37도품 등의 도제)에 대하여 도(道) · 여(如) · 행(行) · 출(出)이라고 사유(思惟)함으로써 일으킨 무루지(無漏智)이다. 즉, 성도(聖道)에 대하여 '성도는 진리에 들어가는 길(道)이며, 성도는 올바른 이치에 계합[如]하는 것이며, 성도는 열반의 적정한 경지에 가게[行]하는 것이며, 성도는 생사계를 벗어나게[出] 하는 것이다'라고 사유함으로써 획득한 무루의 지혜이다.

## 도품
도품(道品)에 대해서는 37도품(三十七道品) 문서를 보십시오.

## 독
독(毒)는 번뇌(煩惱)의 다른 말이다. 번뇌는 중생으로 하여금 '출세간의 선한 마음[出世善心]'을 내는 것을 방해한다는 뜻에서 번뇌를 독이라 한다. 즉, 불교에서는 모든 번뇌를 통칭하여 독이라 부르기도 하고, 각각의 번뇌를 독이라 하기도 한다.

## 독두무명
독두무명(獨頭無明)은  독두무명(獨頭無明) · 상응무명(相應無明)의 2무명(二無明) 가운데 하나이다. 독두무명은 불공무명(不共無明)이라고도 하고 상응무명은 공무명(共無明)이라고도 한다.
무명(無明)은 탐(貪) · 진(瞋) · 만(慢) · 치(癡, 無明) · 의(疑) · 견(見, 惡見)의 6근본번뇌 가운데 하나인데, 무명은 나머지 5가지 근본번뇌와 상응하면서 생기(生起)할 수도 있고, 이들과 상응하지 않고 그 자체로 홀로 생기할 수도 있다. 후자의 홀로 생기하는 무명(無明)을 독두무명 또는 불공무명이라 한다. 부파불교의 설일체유부의 교학에서 6근본번뇌는 6수면이라고 하고 6수면 가운데 견이 5견으로 세분되어 6수면은 10수면이 된다. 따라서 10수면의 문맥에서 독무무명 또는 불공무명이라고 할 때는 나머지 9가지 수면과 상응하지 않고 홀로 일어나는 무명을 말한다.

## 동분
1. 동분(同分, 산스크리트어: sabhāga)은 근(根) · 경(境) · 식(識)의 교섭 작용에서 각각의 근, 경 또는 식이 자신의 고유한 작용[自業]을 짓는 것을 말한다. 이와는 달리 자신의 고유한 작용[自業]을 짓지 않는 것을 일컬어 피동분(彼同分, 산스크리트어: tat-sabhāga)이라 한다. 예를 들어, 설일체유부의 교학에서, 볼 수 있는 색[有見色]을 안계(眼界) 즉 안근(眼根)이 보는[眼見色] 경우, 즉 안식(眼識) 즉 시의식(視意識)이 발생하는 경우,  안근(眼根)은 자신의 고유한 작용인, 안식(眼識)의 소의(所依)로서의 역할을 짓는 것이므로 이 때의 안근(眼根)을 동분안(同分眼)이라 한다.
2. 동분(同分, 산스크리트어: sabhāga)은 심불상응행법 가운데 하나인 중동분(衆同分, 산스크리트어: nikāya-sabhāga)의 줄임말이다.

## 동시
동시(同時)는 무전후(無前後) 즉 전찰나와 후찰나가 없다는 뜻으로, 같은 찰나 즉 동일 찰나를 말한다.
예를 들어, 부파불교의 설일체유부의 교학에 따르면, 대지법에 속한 수(受) · 상(想) · 사(思) · 촉(觸) · 욕(欲) · 혜(慧) · 염(念) · 작의(作意) · 승해(勝解) · 삼마지(三摩地)의 10가지 마음작용은 언제나 동시에 즉 같은 찰나에 발생한다. 이에 비해, 대승불교의 유식유가행파의 교학에 따르면, 변행심소에 속한 작의(作意) · 촉(觸) · 수(受) · 상(想) · 사(思)의 5가지 마음작용만이 언제나 동시에 즉 같은 찰나에 발생한다.
찰나(刹那)는 극히 짧은 순간으로, 불교에서의 시간 측정의 최소 단위이다. 찰나는 아주 짧은 순간이기는 하지만 일정한 길이 또는 기간이 있다. 그렇기 때문에 1찰나에 단 하나의 마음작용만 일어날 수 있는 것은 아니다. 이 찰나의 기간 동안 대지법에 속한 10가지 마음작용 또는 변행심소에 속한 5가지 마음작용은 인과관계에 따라 순차적으로 또는 동시다발적으로 발생하는데, 동일한 한 찰나 안에서 발생하기 때문에 이들을 동시에 발생한다고 말한다.

## 동작
동작(動作)의 일반 사전적인 의미는 '몸이나 손발 따위를 움직임. 또는 그런 모양'이고 행동(行動)의 일반 사전적인 의미는 '몸을 움직여 동작을 하거나 어떤 일을 함'인데, 동작 또는 행동은 불교 용어로는 몸으로 짓는 업(業)이라는 뜻에서 신업(身業)이라고 한다. 신업은 신업(身業) · 구업(口業) · 의업(意業)의 3업(三業)의 하나이다.

## 득
득(得, 산스크리트어: prāpti, 영어: acquisition)은 설일체유부의 5위 75법에서 심소법(心所法: 46가지) 중 불상응행법(不相應行法: 14가지) 가운데 하나이며, 유식유가행파와 법상종의 5위 100법에서 심불상응행법(心不相應行法: 24가지)  가운데 하나이다. 설일체유부에 따르면, 득(得)은 제법을 유정의 상속상(相續相)에 획득하게 하고 획득한 것을 상실하지 않게 하는 원리이다.
득(得)에는 획득(獲得)과 성취(成就)의 두 가지가 있다. 획득(獲得, 산스크리트어: pratilambha) 또는 획(獲)은 아직 획득한 적이 없었던 것이나 혹은 일찍이 상실한 것을 지금 다시 획득하는 힘을 뜻한다. 성취(成就, 산스크리트어: samanvāgama, 팔리어: samannāgama)는 이미 획득[獲]한 것을 상실하지 않는 힘을 뜻한다. 유식유가행파와 법상종의 경우, 다른 법(法)들과 마찬가지로 득(得)을 일종의 가설적 존재[假有]라고 보았다는 점을 제외하고는, 그 정의는 설일체유부와 동일하다.

## 득도
득도(得度)는 입도(入道) · 출가(出家)의 동의어이다. 득도(得度)의 문자 그대로의 뜻은 "제도(濟度)를 받는다"로, 출가자가 되어 부처의 제도를 받는다는 것을 뜻한다. 깨달음을 성취하는 것을 뜻하는 득도(得道: 도를 얻다)와는 한자가 다르다.

## 등기선
등기선(等起善)은 4선(四善) 중의 하나로,  자성선이나 상응선과 등기(等起: 함께 일어남)하는 신업(身業)과 어업(語業) 그리고 불상응행법(不相應行法)을 말한다.

## 등류
등류(等流, 산스크리트어: niṣyanda, 팔리어: nissanda)는 비슷한 종류를 뜻한다.
승류(勝流)라고도 한다.
예를 들어,
《아비달마구사론》 제21권에 따르면,
무참(無慚) · 무괴(無愧) · 질(嫉) · 간(慳) · 회(悔) · 면(眠) · 도거(掉舉) · 혼침(惛沈) · 분(忿) · 부(覆)의 10전(十纏)과 근본번뇌와의 등류 관계는 다음과 같다.
- 무참(無慚) · 간(慳) · 도거(掉舉)는 근본번뇌 가운데 탐(貪)의 등류이다.

- 질(嫉) · 분(忿)은 근본번뇌 가운데 진(瞋)의 등류이다.

- 무괴(無愧) · 면(眠, 睡眠) · 혼침(惛沈)은 근본번뇌 가운데 무명(無明) 즉 치(癡)의 등류이다.

- 회(悔)는 근본번뇌 가운데 의(疑)의 등류이다.

- 부(覆)에 대해서는 3가지 견해가 있는데, 그 3가지는 근본번뇌 가운데 탐(貪)의 등류라는 견해, 무명(無明) 즉 치(癡)의 등류라는 견해, 탐(貪)과 무명(無明) 둘 모두의 등류라는 견해이다.

## 등향
등향(惡香)은 몸에 이로운 냄새를 말한다. 호향(好香: 좋은 냄새) · 오향(惡香: 나쁜 냄새)이 다시 각기 등향(等香: 몸에 이로운 냄새) · 부등향(不等香: 몸에 해로운 냄새)으로 나뉘어서 이루어지는 4향(四香)을 구성하는데 사용되는 한 요소이다.

## 따르는 말
따르는 말은 수설(隨說)의 번역어로, 능전의 명(能詮의 名)을 뜻한다.
《해심밀경》 제5권에서는 관대도리(觀待道理)를 정의하면서 수설(隨說)을 언급하는데, 인(因)이나 혹은 연(緣)이 능히 모든 행(行: 유위법)을 생겨나게 하며 또한 해당 행(行: 유위법)에 따르는 말[隨說] 즉 관련된 개념도 일으키는 것을 관대도리라 정의하고 있다.

## 뜻
뜻의 일반 사전적인 의미는 '무엇을 하겠다고 속으로 먹는 마음' 또는 '말이나 글, 또는 어떠한 행동 따위로 나타내는 속내'인데, 불교 용어로는 의사(意思) 또는 의지(意志)로 짓는 업(業)이라는 의미에서 의업(意業)이라고 한다. 의업(意業)은 신업(身業) · 구업(口業) · 의업(意業)의 3업(三業)의 하나이다.

## 참고 문헌
- 이 문서에는 다음커뮤니케이션(현 카카오)에서 GFDL 또는 CC-SA 라이선스로 배포한 글로벌 세계대백과사전의 내용을 기초로 작성된 글이 포함되어 있습니다.
- 가전연자 지음, 승가제바·축불념 한역, 권오민 번역 (K.943, T.1543). 《아비담팔건도론》. 한글대장경 검색시스템 - 전자불전연구소 / 동국역경원. K.943(24-695), T.1543(26-771).
- 고려대장경연구소. 《고려대장경 전자 불교용어사전》. 고려대장경 지식베이스 / (사)장경도량 고려대장경연구소.
- 고익진 (1989). 《한국 고대 불교 사상사》. 동국대학교 출판부.
- 곽철환 (2003). 《시공 불교사전》. 시공사 / 네이버 지식백과.
- 구나발타라(求那跋陀羅) 한역 (K.650, T.99). 《잡아함경》. 한글대장경 검색시스템 - 전자불전연구소 / 동국역경원. K.650(18-707), T.99(2-1).
- 구나발타라 한역, 번역자 미상 (K.54, T.353). 《승만경》. 한글대장경 검색시스템 - 전자불전연구소 / 동국역경원. K.54(6-1361), T.353(12-217).
- 구마라습 한역, 차차석 번역 (K.991, T.614). 《좌선삼매경》. 한글대장경 검색시스템 - 전자불전연구소 / 동국역경원. K.991(30-128), T.614(15-269).
- 권오민 (1991). 《경량부철학의 비판적 체계 연구》. 동국대학원 철학박사 학위논문.
- 권오민 (2003). 《아비달마불교》. 민족사.
- 담무참 한역, 번역자 미상 (K.105, T.374). 《대반열반경》. 일명 《북본열반경》. 한글대장경 검색시스템 - 전자불전연구소 / 동국역경원. K.105(9-1), T.374(12-365).
- 목건련 지음, 현장 한역, 송성수 번역 (K.945, T.1537). 《아비달마법온족론》. 한글대장경 검색시스템 - 전자불전연구소 / 동국역경원. K.945(24-1091), T.1537(26-453).
- 무착 지음, 바라파밀다라 한역, 이영무 번역 (K.586, T.1604). 《대승장엄경론》. 한글대장경 검색시스템 - 전자불전연구소 / 동국역경원. K.586(16-843), T.1604(31-589).
- 무착 지음, 현장 한역 (K.571, T.1602). 《현양성교론》. 한글대장경 검색시스템 - 전자불전연구소 / 동국역경원. K.571(16-1), T.1602(31-480).
- 무착 지음, 현장 한역, 이한정 번역 (K.572, T.1605). 《대승아비달마집론》. 한글대장경 검색시스템 - 전자불전연구소 / 동국역경원. K.572(16-157), T.1605(31-663).
- 미륵 지음, 현장 한역, 강명희 번역 (K.614, T.1579). 《유가사지론》. 한글대장경 검색시스템 - 전자불전연구소 / 동국역경원. K.570(15-465), T.1579(30-279).
- 법구 지음, 승가발마 등 한역, 김형준 번역 (K.960, T.1552). 《잡아비담심론》. 한글대장경 검색시스템 - 전자불전연구소 / 동국역경원. K.960(28-391), T.1552(28-869).
- 법승 지음, 승가제바·혜원 한역, 김재천 번역 (K.959, T.1550). 《아비담심론》. 한글대장경 검색시스템 - 전자불전연구소 / 동국역경원. K.959 (28-355), T.1550 (28-809).
- 법장 술, 노혜남 번역 (K.1513, T.1733). 《화엄경탐현기》. 한글대장경 검색시스템 - 전자불전연구소 / 동국역경원. K.1513(47-458), T.1733(35-107).
- 불타야사·축불념 한역, 번역자 미상 (K.647, T.1). 《장아함경》. 한글대장경 검색시스템 - 전자불전연구소 / 동국역경원. K.647(17-815), T.1(1-1).
- 사리자 설, 현장 한역, 송성수 번역 (K.946, T.1536). 《아비달마집이문족론》. 한글대장경 검색시스템 - 전자불전연구소 / 동국역경원. K.946(24-1183), T.1536(26-367).
- 서정형 (2004). 《나가르주나 『중론』(해제)》. 서울대학교 철학사상연구소 / 네이버 지식백과.
- 서정형 (2004b). 《『밀린다팡하』(해제)》. 서울대학교 철학사상연구소 / 네이버 지식백과.
- 세우 지음, 구나발타라·보리야사 한역, 송성수 번역 (K.950, T.1541). 《중사분아비담론》. 한글대장경 검색시스템 - 전자불전연구소 / 동국역경원. K.950(25-271), T.1541(26-627).
- 세우 지음, 현장 한역, 송성수 번역 (K.949, T.1542). 《아비달마품류족론》. 한글대장경 검색시스템 - 전자불전연구소 / 동국역경원. K.949(25-149), T.1542(26-692).
- 세친 지음, 현장 한역, 권오민 번역 (K.955, T.1558). 《아비달마구사론》. 한글대장경 검색시스템 - 전자불전연구소 / 동국역경원. K.955(27-453), T.1558(29-1).
- 세친 지음, 현장 한역, 김묘주 번역 (K.594, T.1597). 《섭대승론석》. 한글대장경 검색시스템 - 전자불전연구소 / 동국역경원. K.594(17-76), T.1597(31-321).
- 세친 지음, 현장 한역, 송성수 번역 (K.618, T.1612). 《대승오온론》. 한글대장경 검색시스템 - 전자불전연구소 / 동국역경원. K.618(17-637), T.1612(31-848).
- 세친 지음, 현장 한역, 송성수 번역 (K.644, T.1614). 《대승백법명문론》. 한글대장경 검색시스템 - 전자불전연구소 / 동국역경원. K.644(17-808), T.1614(31-855).
- 승가제바(僧伽提婆) 한역. 《중아함경》. 한글대장경 검색시스템 - 전자불전연구소 / 동국역경원.
- 안혜 지음, 지바하라 한역, 조환기 번역 (K.619, T.1613). 《대승광오온론》. 한글대장경 검색시스템 - 전자불전연구소 / 동국역경원. K.619(17-641), T.1613(31-850).
- 안혜 지음, 현장 한역, 이한정 번역 (K.576, T.1605). 《대승아비달마잡집론》. 한글대장경 검색시스템 - 전자불전연구소 / 동국역경원. K.576(16-228), T.1606(31-694).
- 오백 아라한 지음, 현장 한역, 송성수 번역 (K.952, T.1545). 《아비달마대비바사론》. 한글대장경 검색시스템 - 전자불전연구소 / 동국역경원. K.952(26-1,27-1), T.1545(27-1).
- 운월 (2005). 《근본불교의 수행체계에 대하여》. 한국선학회.
- 운허.  동국역경원 편집, 편집. 《불교 사전》.
- 용수 지음, 구마라습 한역, 김성구 번역 (K.549, T.1509). 《대지도론》. 한글대장경 검색시스템 - 전자불전연구소 / 동국역경원. K.549(14-493), T.1509(25-57).
- 용수 지음, 구마라습 한역, 박인성 번역 (K.577, T.1564). 《중론》. 한글대장경 검색시스템 - 전자불전연구소 / 동국역경원. K.577(16-350), T.1564(30-1).
- 제바설마 지음, 현장 한역, 송성수 번역 (K.947, T.1539). 《아비달마식신족론》. 한글대장경 검색시스템 - 전자불전연구소 / 동국역경원. K.947 (25-1), T.1539 (26-531).
- 중현 지음, 현장 한역, 권오민 번역 (K.956, T.1562). 《아비달마순정리론》. 한글대장경 검색시스템 - 전자불전연구소 / 동국역경원. K.956(27-680), T.1562(29-329).
- 중현 지음, 현장 한역, 권오민 번역 (K.957, T.1563). 《아비달마장현종론》. 한글대장경 검색시스템 - 전자불전연구소 / 동국역경원. K.957(28-1), T.1563(29-777).
- 축불념 한역, 노혜능 번역 (K.530, T.1485). 《보살영락본업경》. 한글대장경 검색시스템 - 전자불전연구소 / 동국역경원. K.530(14-374), T.1485(24-1010).
- 최봉수 (1999). 〈색온에서의 색의 의미 - 구사론과 청정도론의 색온론을 비교하여〉. 《불교학보》.
- 현장 한역, 김달진 번역 (K.154, T.676). 《해심밀경》. 한글대장경 검색시스템 - 전자불전연구소 / 동국역경원. K.154(10-709), T.676(16-688).
- 호법 등 지음, 현장 한역, 김묘주 번역 (K.614, T.1585). 《성유식론》. 한글대장경 검색시스템 - 전자불전연구소 / 동국역경원. K.614(17-510), T.1585(31-1).
- 황욱 (1999). 《무착[Asaṅga]의 유식학설 연구》. 동국대학원 불교학과 박사학위논문.
- (영어) Bodhi, Bhikkhu (trans.) (2000). 《The Connected Discourses of the Buddha: A Translation of the Samyutta Nikaya》. Boston: Wisdom Publications. ISBN 0-86171-331-1.
- (영어) Dawson, John (1888). 《A Classical Dictionary Of Hindu Mythology And Religion Geography History And Literature》. London: Trübner.
- (영어) DDB. 《Digital Dictionary of Buddhism (電子佛教辭典)》. Edited by A. Charles Muller.
- (영어) Macdonell, Arthur Anthony (1929). 《A practical Sanskrit dictionary with transliteration, accentuation, and etymological analysis throughout》. London: Oxford University Press.
- (영어) Gethin, R.M.L. (1992). 《The Buddhist Path to Awakening: A Study of the Bodhi-Pakkhiyā Dhammā》. Leiden: E.J. Brill. ISBN 90-04-09442-3.
- (영어) Rhys Davids, Caroline A.F. ([1900], 2003). 《Buddhist Manual of Psychological Ethics, of the Fourth Century B.C., Being a Translation, now made for the First Time, from the Original Pāli, of the First Book of the Abhidhamma-Piṭaka, entitled Dhamma-Saṅgaṇi (Compendium of States or Phenomena)》. Whitefish, MT: Kessinger Publishing. ISBN 0-7661-4702-9.
- (영어) Sanskrit and Tamil Dictionaries. 《Cologne Digital Sanskrit Dictionaries》. Institute of Indology and Tamil Studies, Cologne University (www.sanskrit-lexicon.uni-koeln.de).
- (영어) Rhys Davids, T.W. & William Stede (eds.) (1921-5). 《The Pali Text Society's Pali–English Dictionary》. Chipstead: Pali Text Society.
- (영어) Thanissaro Bhikkhu (1996, 1998). 《Wings to Awakening》. Retrieved 2008-07-07 from "Access to Insight" at http://www.accesstoinsight.org/lib/authors/thanissaro/wings/index.html.
- (중국어) 가다연니자 조, 현장 한역 (T.1544). 《아비달마발지론(阿毘達磨發智論)》. 대정신수대장경. T26, No. 1544, CBETA.
- (중국어) 가전연자 지음, 승가제바·축불념 한역 (T.1543). 《아비담팔건도론(阿毘曇八犍度論)》. 대정신수대장경. T26, No. 1543, CBETA.
- (중국어) 구나발타라(求那跋陀羅) 한역 (T.99). 《잡아함경(雜阿含經)》. 대정신수대장경. T2, No. 99, CBETA.
- (중국어) 구나발타라 한역 (T.353). 《승만경(勝鬘經)》. 대정신수대장경. T12, No. 353, CBETA.
- (중국어) 구마라습 한역 (T.614). 《좌선삼매경(坐禪三昧經)》. 대정신수대장경. T15, No. 614, CBETA. }
- (중국어) 규기 찬 (T.1830). 《성유식론술기(成唯識論述記)》. 대정신수대장경. T43, No. 1830, CBETA.
- (중국어) 규기 찬 (T.1861). 《대승법원의림장(大乘法苑義林章)》. 대정신수대장경. T45, No. 1861, CBETA.
- (중국어) 길장 찬 (T.1744). 《승만보굴(勝鬘寶窟)》. 대정신수대장경. T37, No. 1744, CBETA.
- (중국어) 담무참 한역 (T.374). 《대반열반경(大般涅槃經)》. 일명 《북본열반경》. 대정신수대장경. T12, No. 374, CBETA.
- (중국어) 목건련 조, 현장 한역 (T.1537). 《아비달마법온족론(阿毘達磨法蘊足論)》. 대정신수대장경. T26, No. 1537, CBETA.
- (중국어) 무착 조, 바라파밀다라 한역 (T.1604). 《대승장엄경론(大乘莊嚴經論)》. 대정신수대장경. T31, No. 1604, CBETA.
- (중국어) 무착 조, 현장 한역 (T.1602). 《현양성교론(顯揚聖教論)》. 대정신수대장경. T31, No. 1602, CBETA.
- (중국어) 무착 조, 현장 한역 (T.1605). 《대승아비달마집론(大乘阿毘達磨集論)》. 대정신수대장경. T31, No. 1605, CBETA.
- (중국어) 미륵 조, 현장 한역 (T.1579). 《유가사지론(瑜伽師地論)》. 대정신수대장경. T30, No. 1579. CBETA.
- (중국어) 법구 조, 승가발마 등 한역 (T.1552). 《잡아비담심론(雜阿毘曇心論)》. 대정신수대장경. T28, No. 1552, CBETA.
- (중국어) 법승 조, 승가제바·혜원 한역 (T.1550). 《아비담심론(阿毘曇心論)》. 대정신수대장경. T28, No. 1550, CBETA.
- (중국어) 법운 편찬 (T.2131). 《번역명의집(翻譯名義集)》. 대정신수대장경. T54, No. 2131, CBETA.
- (중국어) 법장 술 (T.1733). 《화엄경탐현기(華嚴經探玄記)》. 대정신수대장경. T35, No. 1733, CBETA.
- (중국어) 佛門網. 《佛學辭典(불학사전)》.
- (중국어) 불타야사·축불념 한역 (T.1). 《장아함경(長阿含經)》. 대정신수대장경. T1, No. 1, CBETA. }
- (중국어) 사리자 설, 현장 한역 (T.1536). 《아비달마집이문족론(阿毘達磨集異門足論)》. 대정신수대장경. T26, No. 1536, CBETA.
- (중국어) 색건타라 조, 현장 한역 (T.1554). 《입아비달마론(入阿毘達磨論)》. 대정신수대장경. T28, No. 1554, CBETA. }
- (중국어) 星雲. 《佛光大辭典(불광대사전)》 3판.
- (중국어) 세우 조, 구나발타라·보리야사 한역 (T.1541). 《중사분아비담론(眾事分阿毘曇論)》. 대정신수대장경. T26, No. 1541, CBETA.
- (중국어) 세우 조, 현장 한역 (T.1542). 《아비달마품류족론(阿毘達磨品類足論)》. 대정신수대장경. T26, No. 1542, CBETA.
- (중국어) 세친 조, 진제 한역 (T.1559). 《아비달마구사석론(阿毘達磨俱舍釋論)》. 대정신수대장경. T29, No. 1559, CBETA.
- (중국어) 세친 조, 현장 한역 (T.1558). 《아비달마구사론(阿毘達磨俱舍論)》. 대정신수대장경. T29, No. 1558, CBETA.
- (중국어) 세친 조, 현장 한역 (T.1597). 《섭대승론석(攝大乘論釋)》. 대정신수대장경. T31, No. 1597, CBETA.
- (중국어) 세친 조, 현장 한역 (T.1612). 《대승오온론(大乘五蘊論)》. 대정신수대장경. T31, No. 1612, CBETA.
- (중국어) 세친 조, 현장 한역 (T.1614). 《대승백법명문론(大乘百法明門論)》. 대정신수대장경. T31, No. 1614, CBETA.
- (중국어) 세친 조, 현장 한역, 규기 주해 (T.1836). 《대승백법명문론해(大乘百法明門論解)》. 대정신수대장경. T44, No. 1836_, CBETA.
- (중국어) 승가제바(僧伽提婆) 한역 (T.26). 《중아함경(中阿含經)》. 대정신수대장경. T1, No. 26, CBETA.
- (중국어) 阿含辭典. 《阿含辭典(아함사전)》.
- (중국어) 안혜 조, 지바하라 한역 (T.1613). 《대승광오온론(大乘廣五蘊論)》. 대정신수대장경. T31, No. 1613, CBETA.
- (중국어) 안혜 조, 현장 한역 (T.1606). 《대승아비달마잡집론(大乘阿毘達磨雜集論)》. 대정신수대장경. T31, No. 1606, CBETA.
- (중국어) 연수 편찬 (T.2016). 《종경록(宗鏡錄)》. 대정신수대장경. T48, No. 2016, CBETA.
- (중국어) 오백 아라한 조, 현장 한역 (T.1545). 《아비달마대비바사론(阿毘達磨大毘婆沙論)》. 대정신수대장경. T27, No. 1545, CBETA.
- (중국어) 용수 조, 구마라습 한역 (T.1509). 《대지도론(大智度論)》. 대정신수대장경. T25, No. 1509, CBETA. }
- (중국어) 용수 조, 구마라습 한역 (T.1564). 《중론(中論)》. 대정신수대장경. T30, No. 1564, CBETA.
- (중국어) 원측 찬 (X.369). 《해심밀경소(解深密經疏)》. 만신찬속장경. X21, No. 369, CBETA.
- (중국어) 원휘(圓暉) (T.1823). 《구사론송소론본(俱舍論頌疏論本)》. 대정신수대장경. T41, No. 1823, CBETA.
- (중국어) 丁福保. 《佛學大辭典(불학대사전)》. 一行佛學辭典搜尋.
- (중국어) 제관 록 (T.1931). 《천태사교의(天台四教儀)》. 대정신수대장경. T46, No. 1931, CBETA.
- (중국어) 제바설마 조, 현장 한역 (T.1539). 《아비달마식신족론(阿毘達磨識身足論)》. 대정신수대장경. T26, No. 1539, CBETA.
- (중국어) 중현 조, 현장 한역 (T.1562). 《아비달마순정리론(阿毘達磨順正理論)》. 대정신수대장경. T29, No. 1562, CBETA.
- (중국어) 중현 조, 현장 한역 (T.1563). 《아비달마장현종론(阿毘達磨藏顯宗論)》. 대정신수대장경. T29, No. 1563, CBETA.
- (중국어) 지의 설, 관정 록 (T.1783). 《금광명경현의(金光明經玄義)》. 대정신수대장경. T39, No. 1783, CBETA. }
- (중국어) 지의 설, 법신 기 (T.1916). 《석선바라밀차제법문(釋禪波羅蜜次第法門)》. 대정신수대장경. T46, No. 1916, CBETA.
- (중국어) 축불념 한역 (T.1485). 《보살영락본업경(菩薩瓔珞本業經)》. 대정신수대장경. T24, No. 1485, CBETA.
- (중국어) 현장 한역 (T.1563). 《해심밀경(解深蜜經)》. 대정신수대장경. T16, No. 676, CBETA.
- (중국어) 혜원 찬 (T.1851). 《대승의장(大乘義章)》. 대정신수대장경. T44, No. 1851, CBETA.
- (중국어) 호법 등 지음, 현장 한역 (T.1585). 《성유식론(成唯識論)》. 대정신수대장경. T31, No. 1585, CBETA.